# Església parroquial de Sant Miquel Arcàngel (Altura)
L'Església de Sant Miquel Arcàngel de la  Vila d'Altura, a la comarca de l‘Alt Palància, és un temple  catòlic que està catalogat com a Bé Immoble de Rellevància Local amb codi identificatiu: 12.07.012-003, segons consta a la Direcció General de Patrimoni Artístic de la Generalitat Valenciana.
Se situa a la plaça de Sant Miquel, al centre urbà de la localitat, dins del recinte tancat d'Altura. Pertany a l'arxiprestat nombre, anomenat "L'Asunción de Ntra. Sra.", De la Diòcesi de Sogorb-Catellón.

## Història
La construcció de l'església es va iniciar en 1783 i va ser beneïda en 1789, malgrat això el seu campanar va ser acabat de construir més tard, així com el cambril de la Mare de Déu de Gràcia. La cúpula, va ser derruïda en 1880, moment en el qual es va afegir el cambril; i es va reconstruir en 1884.

## Descripció
L'Església de Sant Miquel Arcàngel és un edifici neoclàssic i factura coríntia del segle xviii.
Exteriorment presenta una escassa qualitat artística després de la reforma que va patir al llarg de la seva història. Podria destacar l'existència d'uns contraforts externs que se situen per sobre de les capelles laterals. Presenta una cúpula de teula ceràmica de tons blaus i blancs, de grans dimensions. També s'aprecia la torre campanar, la qual és de fàbrica posterior a la resta del temple.
La torre campanar és de planta hexagonal i se situa en el costat de l'Epístola. Consta de tres cossos amb rematada en cupulí.
Es va construir després de 1789, sent Matías Llorenç i Francesc març seus autors. El primer cos és de maçoneria i carreus és a les cantonades; el segon, on s'ubiquen les campanes, està fet tot ell amb carreus, amb pilastres en els angles; un tercer cos està realitzat de maó, amb parts que presenten arrebossat.
El rellotge es va inaugurar a 1899, segons l'arqueòleg José Luis Ferrer Castelló.
El temple presenta planta de tres naus amb creuer i cúpula, dividida en quatre crugies, podent-se observar l'existència de pilars, pilastres, i arcs de mig punt.
Les portes d'accés al temple estan ubicades en façanes laterals i donen a la primera crugia. Interiorment la nau central es cobreixen amb volta de canó (decorada amb pintures de Vicente Izquierdo de mitjans del segle xix), presentant llunetes circulars, amb finestres quadrades sota; mentre que les laterals es cobreixen amb volta bufada, presentant cúpula al creuer.
Presenta cor elevat als peus de la planta, destacant l'òrgan, de grans dimensions, datat al segle xviii, i que es troba en un lamentable estat de conservació.
L'altar major presenta un retaule, de Juan Miguel Orliens, datat del segle xvii, possiblement de 1633, i daurat en 1642 -  43, que procedeix de la  Cartoixa de Vall de Crist, que està incomplet. A més de diverses taules procedents d'almenys tres retaules atribuïts al desconegut Mestre d'Altura, que va treballar a la fi del segle xv i principis del segle xvi, com la imatge de la Mare de Déu de Gràcia (patrona de la vila), talla policromada del segle xv; talla de Sant Antoni de Pàdua (segona meitat del xviii); taula amb una Immaculada joanesca, corresponent a les acaballes del segle xvi.
Per la seva banda, el Cambril de la Mare de Déu de Gràcia, se situa després de l'altar del creuer. De petites dimensions està limitat per una estructura de quatre pilastres amb traceria d'arcs (decorades amb capitell compost, arquitrau amb decoració de motllures i sanefes vegetals), que són el suport d'una cúpula sense llanterna, que serveix de coberta a aquest. Aquesta petita cúpula presenta pintures (desenvolupant temes relatius a la Mare de Déu) de Lluís Antoni Planes possiblement de l'any 1794, a les petxines (dels quatre arcàngels) i en els vuit compartiments que divideixen radialment la cúpula (representant els misteris gloriosos).
La capella del Sagrari presenta un esquema interior molt semblant a la resta de l'interior de l'església.
Durant l'any 2009, diverses intervencions tragueren la capa exterior de les façanes de l'Església de Sant Miquel, deixant veure la seva estructura i cobrint de nou amb un altre acabat. Podien observar a la façana forats realitzats quan l'Església es va construir que servien perquè les parets "respiressin" la humitat a l'exterior.

### La tomba temporal de Fra Bonifaci Ferrer
Després de la desamortització de Mendizabal en 1835, les restes mortals de Fra Bonifaci Ferrer, que després de la seva mort reposaven a la Cartoixa de Vall de Crist, a causa del perill del seu deteriorament, van haver ser traslladats en 1895, a l'Església de Sant Miquel Arcàngel, on van ser acollits i on van reposar fins al 29 d'abril de 1917, data en la qual van ser finalment traslladats i dipositats al  Santuari de la Cova Santa.